# La Défense de Champigny
La Défense de Champigny est un tableau de la fin du XIXe siècle réalisé par Édouard Detaille. Le tableau, réalisé à l'huile sur toile, représente la bataille de Villiers pendant la guerre franco-prussienne. Le tableau fait partie de la collection du Metropolitan Museum of Art,.